# Anita Hill
Anita Faye Hill (Lone Tree, 30 de julho de 1956) é uma advogada, educadora e escritora norte-americana. Ela é professora de política social, direito e estudos da mulher na Universidade Brandeis e membro do corpo docente da Heller School for Social Policy and Management da universidade. Ela se tornou uma referência nacional em 1991, quando acusou o candidato à Suprema Corte dos Estados Unidos, Clarence Thomas, seu supervisor no Departamento de Educação dos Estados Unidos e na Comissão de Igualdade de Oportunidades de Emprego, de assédio sexual.

## Primeiros anos e educação
Anita Hill nasceu em uma família de agricultores em Lone Tree, Oklahoma, a mais nova dos 13 filhos de Albert e Erma Hill. Sua família veio do Arkansas, onde seu avô materno Henry Eliot e todos os seus bisavós nasceram na escravidão. Hill foi criado na fé batista.
Hill se formou na Morris High School, Oklahoma, em 1973, onde foi oradora da turma. Hill recebeu seu diploma de bacharel em psicologia em 1977 pela Universidade Estadual de Oklahoma. Em 1980, ela obteve seu doutorado em Direito pela Yale Law School em New Haven, Connecticut.

## Carreira
Hill ingressou na Ordem dos Advogados do Distrito de Columbia em 1980 e começou sua carreira jurídica como associada do escritório Wald, Harkrader & Ross de Washington, D.C. Em 1981, ela se tornou advogada-conselheira de Clarence Thomas, que era então secretário adjunto do Escritório de Direitos Civis do Departamento de Educação dos EUA. Quando Thomas se tornou presidente da Comissão de Igualdade de Oportunidades de Emprego (EEOC) dos EUA em 1982, Hill atuou como seu assistente, deixando o cargo em 1983.
Hill então se tornou professora assistente na Escola de Direito Evangélica Cristã O. W. Coburn da Oral Roberts University, onde lecionou de 1983 a 1986. Em 1986, ingressou no corpo docente da Faculdade de Direito da Universidade de Oklahoma, onde deu aulas de direito comercial e contratual.
Em 1989, ela se tornou a primeira professora afro-americana titular na UO. Ela deixou o ambiente acadêmico em 1996 devido aos constantes apelos para sua renúncia, que começaram após seu depoimento em 1991. Em 1998, tornou-se pesquisadora visitante na Universidade Brandeis e, em 2015, professora universitária da instituição.

## Acusações de assédio sexual contra Clarence Thomas

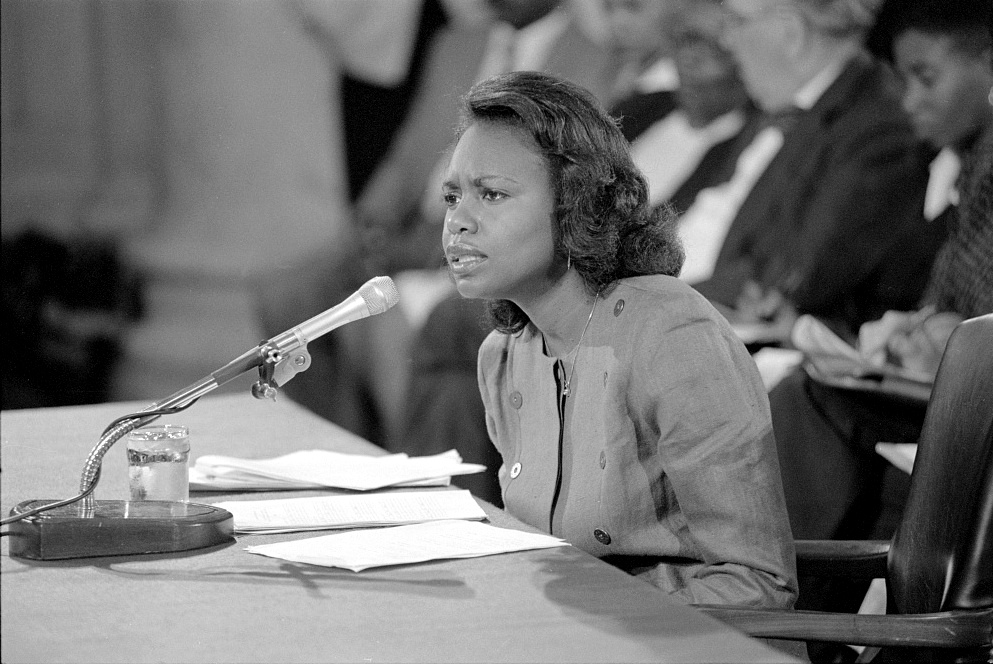
Hill testemunhando perante o Comitê Judiciário do Senado em 1991

Em 1991, o presidente George H. W. Bush indicou Clarence Thomas, um juiz federal, para suceder o juiz associado aposentado da Suprema Corte, Thurgood Marshall. As audiências no Senado sobre sua nomeação foram inicialmente concluídas com a boa aptidão de Thomas sendo apresentado como um requisito mínimo para o tribunal superior, uma vez que ele era juiz há pouco mais de um ano. Houve pouca oposição organizada à indicação de Thomas, e sua aprovação parecia garantida  até que um relatório de uma entrevista privada de Hill pelo FBI vazou para a imprensa. As discussões no Senado foram então reabertas e Hill foi chamada para testemunhar publicamente.
Hill disse em 11 de outubro de 1991, em audiência pública exibida em emissoras de televisão, que Thomas a assediou sexualmente enquanto era seu supervisor no Departamento de Educação e na EEOC. Quando questionada sobre o motivo pelo qual seguiu Thomas para o segundo emprego depois de ele já a ter assediado, ela disse que trabalhar numa posição respeitável no campo dos direitos civis era a sua ambição. A posição era atraente o suficiente para inibi-la de voltar à prática privada em sua empresa anterior. Ela disse que só percebeu, mais tarde, na vida que a escolha representou um mau julgamento de sua parte, mas que "naquela época, parecia que o assédio sexual (...) haviam terminado".
De acordo com Hill, Thomas a convidou para sair socialmente muitas vezes durante seus dois anos de emprego como sua assistente, e depois que ela recusou seus pedidos, ele usou situações de trabalho para discutir assuntos sexuais e promover avanços. "Ele falou sobre (...) assuntos como mulheres fazendo sexo com animais e filmes mostrando sexo em grupo ou cenas de estupro", disse ela, acrescentando que em diversas ocasiões Thomas descreveu graficamente "sua própria capacidade sexual" e os detalhes de sua anatomia. Hill também relatou um episódio em que Thomas examinou uma lata de Coca-Cola em sua mesa e perguntou: "Quem colocou pelos pubianos na minha Coca?" Durante a audiência, o senador republicano Orrin Hatch deu a entender que "Hill estava trabalhando em conjunto com 'advogados astutos' e grupos de interesse empenhados em destruir as chances de Thomas ingressar na Suprema Corte." Thomas disse que considerava Hill uma amiga a quem ajudou em todos os momentos, então, quando dela vieram acusações de assédio, elas foram particularmente dolorosas e ele disse: "Perdi a crença de que, se fizesse o meu melhor, tudo daria certo."
Quatro testemunhas femininas esperaram nos bastidores para apoiar a credibilidade de Hill, mas não foram chamadas, devido ao que o Los Angeles Times descreveu como um acordo privado de compromisso entre os republicanos e o presidente do Comitê Judiciário do Senado, o democrata Joe Biden.
Hill concordou em fazer um teste com detector de mentiras. Embora os senadores e outras autoridades tenham observado que os resultados do polígrafo não são confiáveis e são inadmissíveis nos tribunais, os resultados de Hill apoiaram as suas declarações. Thomas não fez o teste do polígrafo. Ele negou veementemente e completamente, dizendo que estava sendo submetido a um "linchamento de alta tecnologia para negros arrogantes" por liberais brancos que tentavam impedir um conservador negro de ocupar um assento na Suprema Corte. Após extenso debate, o Senado dos Estados Unidos aprovou Thomas como novo ministro da Suprema Corte por uma votação de 52–48, a margem mais estreita desde o século XIX.
Os membros questionaram a credibilidade de Hill depois que a cronologia dos acontecimentos foram questionados. Eles mencionaram a diferença de dez anos entre o suposto comportamento de Thomas e as acusações de Hill, e observaram que Hill acompanhou Thomas para um segundo emprego e, mais tarde, teve contatos pessoais com Thomas, incluindo dar-lhe uma carona até um aeroporto — comportamento que eles disseram seria inexplicável se as acusações de Hill fossem verdadeiras. Hill respondeu que se tinha manifestado porque se sentia na obrigação de partilhar informações sobre a conduta e as ações de uma pessoa que estava cogitado a tornar-se ministro da Suprema Corte. Ela testemunhou que depois de deixar a EEOC, ela teve duas conversas telefônicas "inconsequentes" com Thomas, e o viu pessoalmente em duas ocasiões, uma vez para obter uma referência de emprego e a segunda vez quando ele fez uma aparição pública em Oklahoma, onde ela estava dando aulas.
As dúvidas sobre a veracidade do testemunho de Hill em 1991 persistiram entre os conservadores muito depois de Thomas ter assumido o seu lugar no Tribunal. Eles foram promovidos pelo escritor da revista de direita American Spectator, David Brock, em seu livro de 1993, The Real Anita Hill, embora, posteriormente, ele tenha retratado as afirmações que havia feito, que descreveu em seu livro como "assassinato de personagem", e pediu desculpas a Hill. Depois de entrevistar várias mulheres que alegaram que Thomas as submetia frequentemente a comentários sexualmente explícitos, as jornalistas do periódico The Wall Street Journal, Jane Mayer e Jill Abramson, publicaram Strange Justice: The Selling of Clarence Thomas, um livro que concluiu que Thomas mentiu durante sua vida durante o processo de aprovação na Suprema Corte. Richard Lacayo, em sua resenha do livro de 1994 para a revista Time, observou, entretanto, que "o livro delas não chega a essa conclusão." Em 2007, Kevin Merida, coautor de outro livro sobre Thomas, observou que o que aconteceu entre Thomas e Hill era "em última análise, desconhecido" por outros, mas estava claro que "um deles mentiu, ponto final". Escrevendo em 2007, Neil Lewis do jornal The New York Times observou que, "até hoje, cada lado na disputa épica do tipo ele disse, ela disse tem suas visões inabaláveis."
Em 2007, Thomas publicou sua autobiografia, My Grandfather's Son, na qual revisitou a polêmica, chamando Hill de sua "adversária mais traidora" e escrevendo que os liberais pró-aborto, que temiam que ele votasse para derrubar o caso judicial Roe v. sentado na Suprema Corte, usou o escândalo contra ele. Ele descreveu Hill como sensível e com tendência a reagir de forma exagerada, e seu trabalho na EEOC como medíocre. Ele reconheceu que três outros ex-funcionários da EEOC apoiaram a história de Hill, mas disse que todos deixaram a agência em más condições. Ele também escreveu que Hill "era um esquerdista que nunca expressou qualquer sentimento religioso (...) e a única razão pela qual ela ocupou um cargo no governo de Ronald Reagan foi porque eu o dei a ela." Hill negou as acusações em um artigo de opinião no The New York Times dizendo que ele não o faria "ficar em silêncio e permitir [ juiz Thomas], em sua raiva, me reinvente."
Em outubro de 2010, a esposa de Thomas, Virginia, uma ativista conservadora, deixou uma mensagem de voz no escritório de Hill pedindo que ela pedisse desculpas por seu testemunho de 1991. Hill inicialmente acreditou que a ligação era uma farsa e encaminhou o assunto à polícia do campus da Universidade Brandeis, que alertou o FBI. Depois de ser informada de que a ligação era, de fato, de Virginia Thomas, Hill disse à imprensa que não acreditava que a mensagem fosse conciliatória e disse: "Testifiquei com sinceridade sobre minha experiência e mantenho esse testemunho". Virginia Thomas respondeu que a ligação pretendia ser um "ramo de oliveira".

### Efeitos
Pouco depois das audiências que confirmaram a aprovação de Thomas, o Presidente George H. W. Bush desistiu de fazer oposição a um projeto de lei que dava direito às vítimas de assédio de buscar indenizações por danos morais, pagamentos atrasados e reintegração, e a lei foi aprovada pelo Congresso. Um ano depois, as queixas de assédio apresentadas à EEOC aumentaram 50% e a opinião pública mudou a favor de Hill. As empresas privadas também iniciaram programas de formação para dissuadir o assédio sexual. Quando a jornalista Cinny Kennard perguntou a Hill em 1991 se ela testemunharia contra Thomas novamente, Hill respondeu: "Não tenho certeza se poderia ter vivido comigo mesmo se tivesse respondido a essas perguntas de forma diferente".
A maneira como o Comitê Judiciário do Senado contestou e rejeitou as acusações de assédio sexual de Hill irritou mulheres políticas e advogadas. De acordo com DC Delegada do Congresso Eleanor Holmes Norton, o tratamento de Hill pelo painel foi um fator que contribuiu para o grande número de mulheres eleitas para o Congresso em 1992. "As mulheres foram claramente às urnas com a noção de que era necessário ter mais mulheres no Congresso", disse ela. Em sua antologia, All the Women Are White, All the Blacks Are Men, but Some of Us Are Brave, as coautoras Gloria T. Hull, Patricia Bell-Scott e Barbara Smith descreveram feministas negras mobilizando "uma notável resposta nacional favorável a Anita Hill – na controvérsia envolvendo Clarence Thomas.

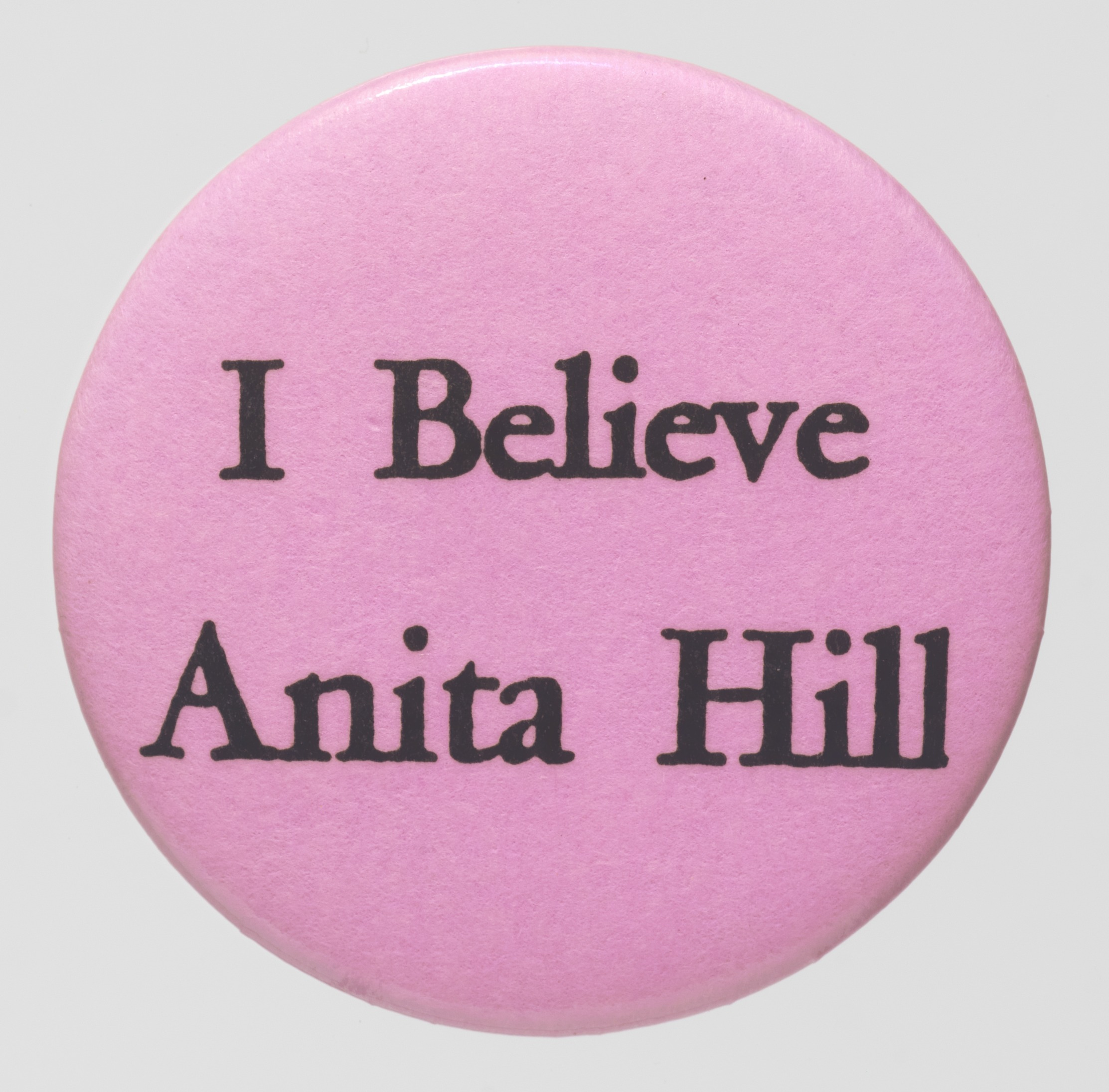
Botão rosa simboliza apoio a Hill: "Eu acredito em Anita Hill"

Em 1992, um grupo feminista iniciou uma campanha nacional de arrecadação de fundos e depois obteve fundos estaduais correspondentes para dotar uma cátedra na Faculdade de Direito da Universidade de Oklahoma em homenagem a Hill. Os legisladores conservadores do estado de Oklahoma reagiram exigindo a renúncia de Hill da universidade, apresentando então um projeto de lei para proibir a universidade de aceitar doações de residentes de fora do estado e, finalmente, tentando aprovar uma legislação para fechar a faculdade de direito. Elmer Zinn Million, um ativista local, comparou Hill a Lee Harvey Oswald, o suposto assassino do presidente John F. Kennedy. Certos funcionários da universidade tentaram revogar o mandato de Hill. Após cinco anos de pressão, Hill renunciou. A Faculdade de Direito da Universidade de Oklahoma retirou o financiamento da cátedra Anita F. Hill em maio de 1999, sem que o cargo jamais tivesse sido preenchido.
Em 25 de abril de 2019, a equipe de campanha presidencial de Joe Biden para as eleições presidenciais dos Estados Unidos de 2020 revelou que ele havia ligado para Hill para expressar "seu pesar pelo que ela sofreu" em seu papel como presidente do Comitê Judiciário do Senado, presidindo as audiências de confirmação de Thomas. Hill disse que a ligação de Biden a deixou "profundamente insatisfeita". Em 13 de junho de 2019, Hill esclareceu que não considerava as ações de Biden desqualificantes e estaria aberta a votar nele. Em maio de 2020, Hill argumentou que as acusações de agressão sexual feitas contra Donald Trump, bem como a acusação de agressão sexual contra Biden, deveriam ser investigadas e seus resultados "disponibilizados ao público".
Em 5 de setembro de 2020, foi relatado que Hill havia prometido votar em Biden e trabalhar com ele nas questões de gênero.

## Atuação acadêmica e social na mídia

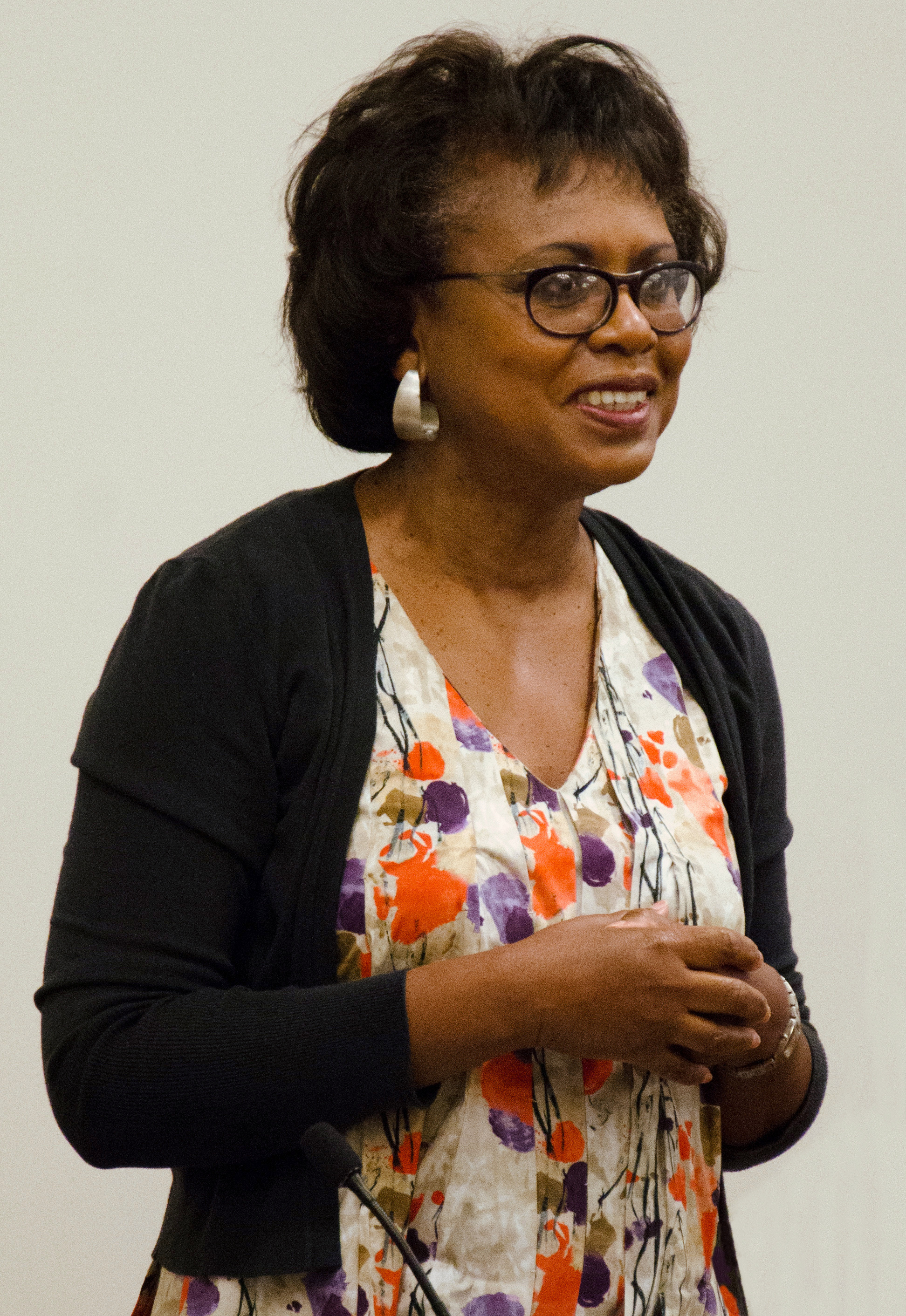
Hill em 2014 falando na Harvard Law School

Hill continuou a dar aulas na Universidade de Oklahoma, embora tenha passado dois anos como professora visitante na Califórnia. Ela renunciou ao cargo em outubro de 1996 e terminou seu último semestre como professora lá. Em seu último semestre, ela ministrou um seminário na faculdade de direito sobre direitos civis. Uma cadeira dotada foi criada em seu nome, mas posteriormente foi extinta sem nunca ter sido preenchida.
Hill aceitou o cargo de professora visitante no Instituto para o Estudo da Mudança Social da Universidade da Califórnia em Berkeley, em janeiro de 1997, mas logo ingressou no corpo docente da Universidade Brandeis — primeiro no Programa de Estudos da Mulher, depois passando para o Escola Heller de Política e Gestão Social. Em 2011, ela também assumiu um cargo de advogada no grupo de Direitos Civis e Práticas de Emprego do escritório de advocacia dos demandantes Cohen Milstein.
Ao longo dos anos, Hill forneceu comentários sobre questões de gênero e raça em programas de televisão nacionais, entre eles 60 Minutes, Face the Nation e Meet the Press. Ela tem sido palestrante sobre o tema direito comercial, bem como raça e direitos das mulheres. Ela também é autora de artigos publicados nos jornais The New York Times e na Newsweek, e contribuiu para muitas publicações acadêmicas e jurídicas nas áreas de direito comercial internacional, falências e direitos civis.
Em 1995, Hill coeditou Race, Gender and Power in America: The Legacy of the Hill-Thomas Hearings com Emma Coleman Jordan. Em 1997, Hill publicou sua autobiografia, Speaking Truth to Power, na qual ela narrou seu papel na controvérsia da confirmação de Clarence Thomas e escreveu que a criação de uma sociedade melhor foi uma força motivadora em sua vida. Ela contribuiu com a peça "The Nature of the Beast: Sexual Harassment" para a antologia de 2003 , Sisterhood Is Forever: The Women's Anthology for a New Millennium, editada por Robin Morgan. Em 2011, Hill publicou seu segundo livro, Reimagining Equality: Stories of Gender, Race, and Finding Home, que se concentra na crise dos empréstimos subprime que resultou na execução hipotecária de muitas casas pertencentes a afro-americanos. Ela apela a uma nova compreensão sobre a importância de uma casa e o seu lugar no sonho americano. Em 26 de março de 2015, o Conselho de Curadores da Brandeis votou por unanimidade para reconhecer Hill com uma promoção a Professor Universitário Privado de Política Social, Direito e Estudos da Mulher.
Em 16 de dezembro de 2017, foi formada a Comissão sobre Assédio Sexual e Promoção da Igualdade no Local de Trabalho, escolhendo Hill para liderar sua acusação contra o assédio sexual na indústria do entretenimento. A nova iniciativa foi liderada pela copresidente da Fundação Nike, Maria Eitel, pela capitalista de risco Freada Kapor Klein, pela presidente da Lucasfilm, Kathleen Kennedy, e pela advogada de talentos Nina Shaw. O relatório descobriu não apenas uma triste prevalência de preconceito contínuo, mas também diferenças marcantes na forma como diferentes grupos demográficos percebiam a discriminação e o assédio.
Em setembro de 2018, Hill escreveu um artigo de opinião no The New York Times sobre acusações de agressão sexual feitas por Christine Blasey Ford durante a nomeação de Brett Kavanaugh para a Suprema Corte. Em 8 de novembro de 2018, Anita Hill falou no evento da USC Dornsife, "Do Movimento Social ao Impacto Social: Acabando com o Assédio Sexual no Local de Trabalho".

## Atuação social como escritora

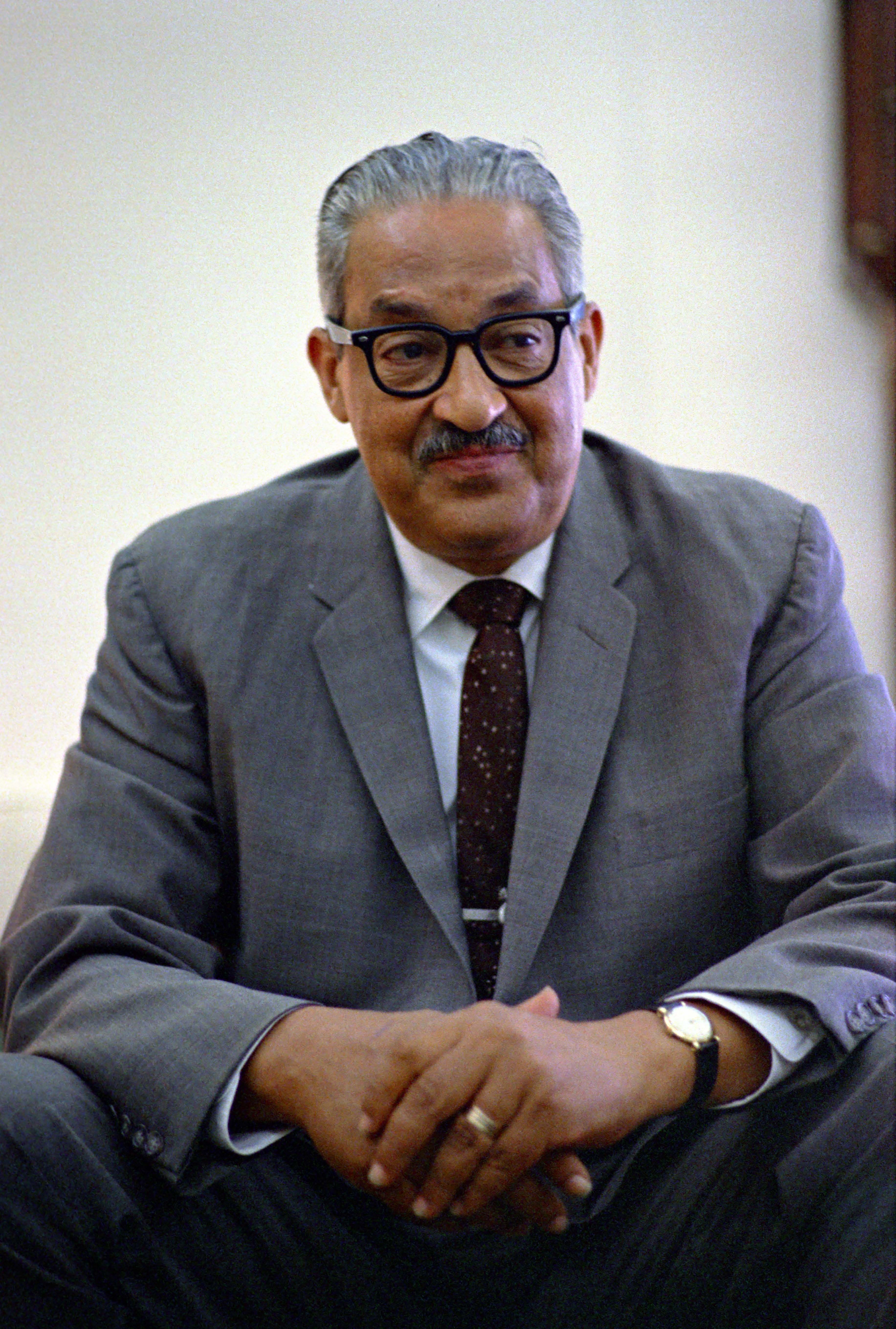
Hill publicou um tributo em homenagem a Thurgood Marshall (imagem) em 1994, um ano após sua morte

Em 1994, Hill publicou uma homenagem a Thurgood Marshall, o primeiro juiz afro-americano da Suprema Corte que precedeu Clarence Thomas, intitulado "A Tribute to Thurgood Marshall: A Man Who Broke with Tradition on Issues of Race and Gender". Ela descreveu as contribuições de Marshall para os princípios da igualdade como juiz e como seu trabalho afetou a vida dos afro-americanos, especificamente das mulheres afro-americanas.
Em 20 de outubro de 1998, Hill publicou o livro Speaking Truth to Power. Ao longo de grande parte do livro, ela dá detalhes sobre sua versão na controvérsia do assédio sexual e seu relacionamento profissional com Clarence Thomas. Além disso, ela também dá uma ideia de como era sua vida pessoal desde a infância, crescendo no estado de Oklahoma, até sua posição como professora de direito.
Hill tornou-se uma defensora dos direitos das mulheres e do feminismo. Isto pode ser visto através do capítulo que ela escreveu no livro de 2007, Women and leadership: the state of play and strategies for change. Ela escreveu sobre as mulheres juízas e por que, na sua opinião, elas desempenham um papel tão importante no equilíbrio do sistema judicial. Ela argumenta que, uma vez que mulheres e homens têm experiências de vida, formas de pensar e histórias diferentes, ambos são necessários para um sistema judicial equilibrado. Ela escreve que, para que o melhor sistema jurídico seja criado nos Estados Unidos, todas as pessoas precisam ser representadas.
Em 2011, o segundo livro de Hill, Reimagining Equality: Stories of Gender, Race, and Finding Home, foi publicado. Ela discute a relação entre o lar e o sonho americano. Ela também expõe as desigualdades de gênero, raça e propriedade de casa própria. Ela argumenta que a democracia inclusiva é mais importante do que os debates sobre direitos legais. Ela usa sua própria história e a história de outras mulheres afro-americanas, como Nannie Helen Burroughs, a fim de fortalecer seu argumento para reimaginar totalmente a igualdade.
Em 28 de setembro de 2021, Hill publicou o livro Believing: Our Thirty-Year Journey to End Gender Violence.

## Prêmios e reconhecimento

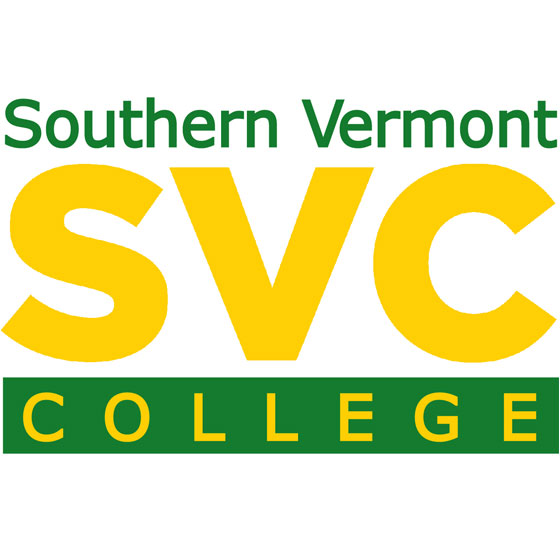
Southern Vermont College, local onde Hill trabalha no conselho de administração

Hill recebeu o prêmio "Mulheres de Realização" da Comissão sobre Mulheres na Profissão da American Bar Association em 1992. Em 2005, Hill foi escolhida como Fletcher Foundation Fellow. Em 2008, ela recebeu o Prêmio Louis P. e Evelyn Smith da Primeira Emenda do Ford Hall Forum. Ela também trabalha no conselho de administração do Southern Vermont College em Bennington, Vermont. Sua declaração de abertura ao Comitê Judiciário do Senado em 1991 está listada como No. 69 nos 100 melhores discursos do século 20 da American Rhetoric (listados por classificação). Ela foi incluída no Hall da Fama Feminina de Oklahoma em 1993. Em 7 de janeiro de 2017, Hill foi empossada como membro honorário da irmandade Zeta Phi Beta em sua reunião do Conselho Executivo Nacional em Dallas, Texas. A localização do Wing em Washington, D.C tem uma cabine telefônica dedicada a Hill.
O planeta menor 6486 Anitahill, descoberto por Eleanor Helin, é nomeado em sua homenagem. A citação oficial da nomenclatura foi publicada pelo Minor Planet Center em 8 de novembro de 2019 (M.P.C 117229).

### Doutorados honorários
- 2001: Universidade Simmons[81]
- 2001: Universidade Dillard[81]
- 2003: Smith College[81]
- 2007: Universidade Lasell[81]
- 2008: Faculdade de Artes Liberais de Massachusetts[81]
- 2013: Mount Ida College[81]
- 2017: Emerson College[81]
- 2018: Universidade Wesleyan[82]
- 2019: Universidade Lesley[81]
- 2022: Mount Holyoke College[81]

## Na cultura popular
- Em 1991, a sitcom de televisão Designing Women construiu seu episódio "The Strange Case of Clarence and Anita" em torno das audiências sobre a indicação de Clarence Thomas.[83] Na temporada seguinte, no episódio "A Odisséia", os personagens imaginaram o que aconteceria se o novo presidente Bill Clinton nomeasse Anita Hill para a Suprema Corte para sentar ao lado de Clarence Thomas.[84]
- Hill é mencionada na música da banda de rock Sonic Youth de 1992, "Youth Against Fascism".[85]
- Seu caso também inspirou o episódio "Virtue" de Law & Order de 1994, sobre uma jovem advogada que se sente pressionada a dormir com seu supervisor em seu escritório de advocacia.[86]
- No filme para televisão de 1996, Hostile Advances: The Kerry Ellison Story, o depoimento de Anita Hill está sendo assistido no bar pelo personagem principal Kerry Ellison. O filme é uma história verídica sobre um caso histórico de assédio sexual.
- Anita Hill é mencionada no episódio da série The X-Files, "Reflexões de um homem que fuma cigarro", que foi ao ar em 17 de novembro de 1996.[87][88]
- No filme Jerry Maguire de 1996, depois que o personagem de Tom Cruise passa por cima de sua funcionária (interpretada por Renee Zellweger), ele se desculpa dizendo: "Eu me sinto como Clarence Thomas".
- Em 1999, Ernest Dickerson dirigiu Strange Justice, um filme baseado na controvérsia Anita Hill–Clarence Thomas.[89]
- Anita Hill é entrevistada – sem relação com o caso Clarence Thomas – sobre o filme The Tin Drum no documentário Banned in Oklahoma (2004), incluído no DVD The Criterion Collection do filme (2004).[90]
- O testemunho de Hill é mostrado brevemente no filme North Country, de 2005, sobre a primeira ação coletiva em torno de assédio sexual.[91]
- Hill foi tema do documentário Anita de 2013, da diretora Freida Lee Mock, que narra sua experiência durante o escândalo de Clarence Thomas.[92]
- O ator Kerry Washington interpretou Hill no filme da HBO de 2016, Confirmation.[93]
- Em 2018, o artista John Oliver entrevistou Hill em seu programa de televisão Last Week Tonight, durante o qual Hill respondeu a várias perguntas e preocupações sobre o assédio sexual no local de trabalho nos dias atuais.[94]
- Hill foi entrevistada por Stephen Colbert no The Late Show duas vezes, uma em 2018 e novamente em 2021.[95][96]